# ISO 3166-2:HK
ISO 3166-2:HK è il sottogruppo dello standard ISO 3166-2 riservato a Hong Kong, una regione amministrativa speciale della Repubblica Popolare Cinese.
Lo standard ISO 3166-2, seconda parte dello standard ISO 3166, pubblicato dall'Organizzazione internazionale per la normazione (ISO), è stato creato per codificare i nomi delle suddivisioni territoriali delle nazioni e delle aree dipendenti codificate nello standard ISO 3166-1.
Attualmente, nello standard ISO 3166-2 non è stato definito nessun codice per Hong Kong.
Il codice ISO 3166-1 alpha-2 ufficialmente assegnato ad Hong Kong è HK. Inoltre gli è stato anche assegnato il codice ISO 3166-2 CN-91 all'interno del sottogruppo della Repubblica Popolare Cinese.